# Диллон (округ)
Округ Диллон (англ. Dillon County) располагается в штате Южная Каролина, США. Административным центром (столицей) является Диллон — крупнейший город округа.
По состоянию на 2010 год, численность населения составляла 32 062 человека.

## История
Округ Диллон был официально образован в 1910 году из территории ранее относящейся к округу Мэрион.

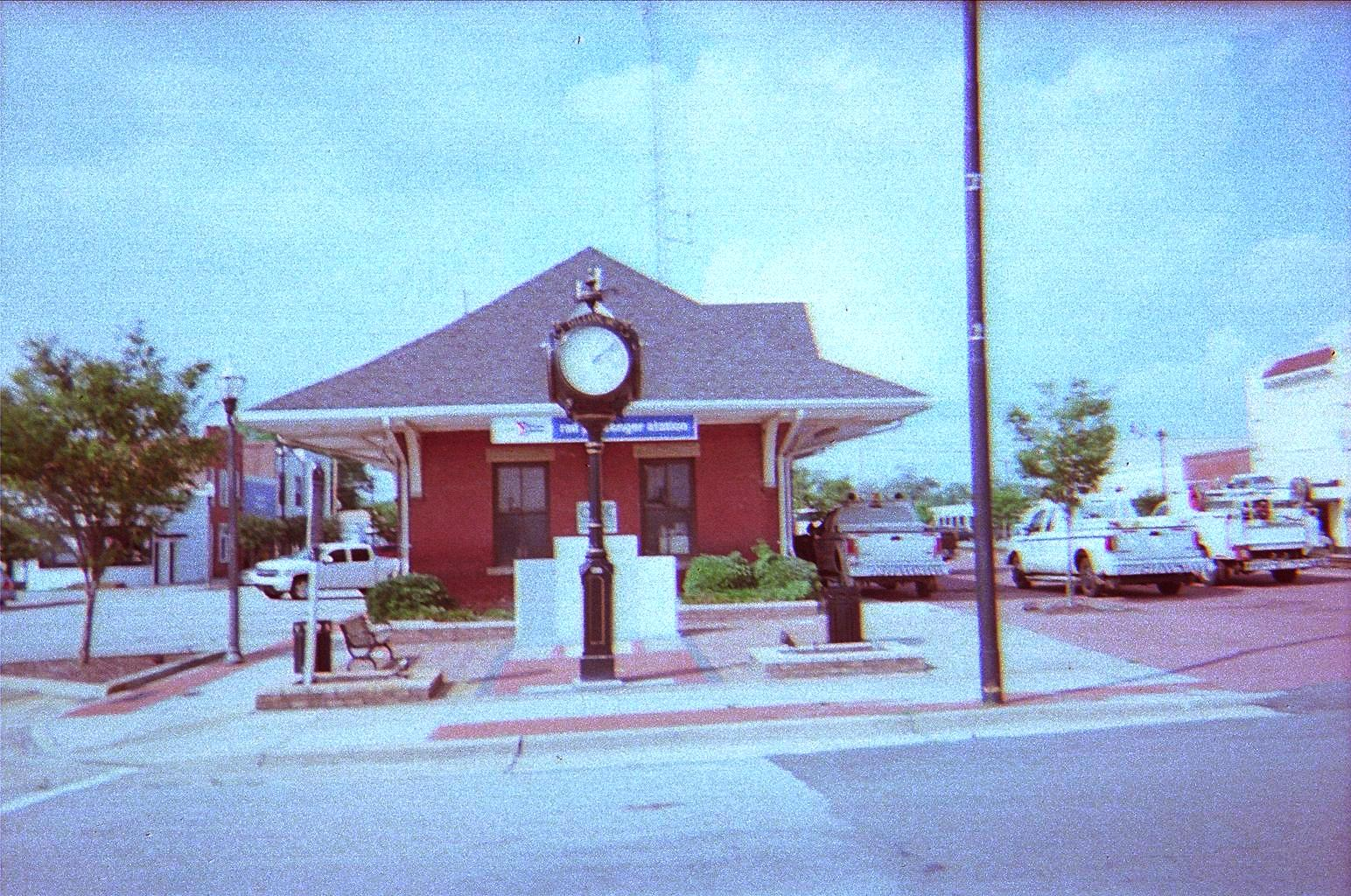
Диллон (станция)

И округ и его столица были названы в честь преуспевающего местного жителя Джеймса У. Диллона (англ. James W. Dillon; 1826–1913), ирландца, который поселился здесь и возглавил кампанию за создание железнодорожного сообщения в округе. Результатом этих усилий стало строительство железной дороги Wilson Short Cut Railroad, которая позже стала частью Atlantic Coast Line Railroad и способствовала росту благосостояния региона, напрямую связав округ Диллон с национальной сетью железных дорог США.

## География
В соответствии с данными указанными на сайте центрального статистического органа страны — Бюро переписи населения США, общая площадь округа Диллон равняется 1054,131 км2, из которых 1048,951 км2 занитмает суша и 5,180 км2 или 0,420% приходится на водную поверхность.

## Население
По данным переписи населения 2000 года в округе проживает 30 722 жителей в составе 11 199 домашних хозяйств и 8 063 семей. Плотность населения составляет 29,00 человек на км2. На территории округа насчитывается 12 679 жилых строений, при плотности застройки около 12,00-ти строений на км2. Расовый состав населения: белые — 47,00 %, афроамериканцы — 49,00 %, коренные американцы (индейцы) — 2,21 %, азиаты — 0,34 %, гавайцы — 0,03 %, представители других рас — 0,99 %, представители двух или более рас — 0,70 %. Испаноязычные составляли 1,75 % населения независимо от расы.
В составе 34,60 % из общего числа домашних хозяйств проживают дети в возрасте до 18 лет, 44,80 % домашних хозяйств представляют собой супружеские пары проживающие вместе, 22,30 % домашних хозяйств представляют собой одиноких женщин без супруга, 28,00 % домашних хозяйств не имеют отношения к семьям, 25,10 % домашних хозяйств состоят из одного человека, 9,90 % домашних хозяйств состоят из престарелых (65 лет и старше), проживающих в одиночестве. Средний размер домашнего хозяйства составляет 2,71 человека, и средний размер семьи 3,24 человека.
Возрастной состав округа: 29,10 % моложе 18 лет, 9,50 % от 18 до 24, 27,50 % от 25 до 44, 22,40 % от 45 до 64 и 22,40 % от 65 и старше. Средний возраст жителя округа 34 лет. На каждые 100 женщин приходится 87,40 мужчин. На каждые 100 женщин старше 18 лет приходится 81,60 мужчин.
Средний доход на домохозяйство в округе составлял 26 630 USD, на семью — 32 690 USD. Среднестатистический заработок мужчины был 26 908 USD против 18 007 USD для женщины. Доход на душу населения составлял 13 272 USD. Около 19,40 % семей и 24,20 % общего населения находились ниже черты бедности, в том числе — 33,30 % молодежи (тех, кому ещё не исполнилось 18 лет) и 26,60 % тех, кому было уже больше 65 лет.